# Пхичит, Дуангчай
Дуангчай Пхичит (лаос. ດວງໃຈ ພິຈິດ; 5 апреля 1944, Аттапы, Королевство Лаос — 17 мая 2014, Баан-Нади, Сиангкхуанг, ЛНДР) — лаосский государственный и военный деятель, министр национальной обороны с 27 марта 2001 года по 17 мая 2014 года, заместитель премьер-министра с 8 июля 2006 года по 17 мая 2014 года, член Политбюро ЦК Народно-революционной партии Лаоса с 14 марта 2001 года по 17 мая 2014 года.

## Биография
Дуангчай Пхичит родился 5 апреля 1944 года в городе Аттапы в Королевстве Лаос. Принадлежал к этнической группе лао лум народа лао.
В декабре 2002 года он был назначен министром национальной обороны. После выборов 2006 года он был снова назначен на должность министра национальной обороны, и стал заместителем премьер-министра. На 7 съезде партии был избран в Политбюро ЦК Народно-революционной партии Лаоса.
21 июля 2013 года на траурной церемонии кремации тела заместителя министра обороны Лаоса генерал-майора Санняхака Фомвихана, сына основателя ЛНДР и Народной Армии Кейсона Фомвихана, Дуангчай Пхичит сказал, что:
Генерал-майор Фомвихан был образцом офицера и командира, это был талантливый военачальник, много сделавший для армии и для страны. Его безвременный уход — огромная потеря для вооруженных сил и для лаосского государства.
17 мая 2014 года Дуангчай Пхичит вместе с женой и другими высокопоставленными деятелями государства, направляясь на празднование юбилея второй дивизии Народной армии Лаоса, погиб в авиационной катастрофе, произошедшей в 6:30 по местному времени у деревни Баан-Нади провинции Сиангкхуанг.